# Villahernando
Villahernando es una localidad situada en la provincia de Burgos, comunidad autónoma de Castilla y León (España), comarca de Odra-Pisuerga, perteneciente al ayuntamiento de Villadiego.

## Datos generales
Está situado 7 km al nordeste de la capital del municipio. Cuenta con otros dos accesos desde la carretera  BU-601 : uno por Villaute y otro por Melgosa. Se ubica entre el arroyo de la Teja, que lo atraviesa por el sur, y el arroyo denominado Río Villahernando, afluente del río Brullés.
Por su territorio cruza la carretera provincial  BU-V-6013  entre Villaute y La Piedra donde conecta con la carretera  N-627  (carretera de Aguilar de Campoo).

## Toponimia
Significa Villa de Fernando.

## Historia

### Edad Media
La primera referencia histórica a Villahernando aparece en la Carta de Arras de Cid (19 de julio de 1074); la cita como Villa Fredinando.
En el Becerro del Monasterio de Santa María la Real de Aguilar de Campoo se le cita en varias ocasiones a principios del siglo XIII (en 1208, 1210 y 1213), citado como la domum de Villa Ferrando cum hereditatibus et omnibus pertinenciis suis.
Aparece citado como Ville Fernando en la carta fundacional del monasterio de Santa Cruz de Valcárcel (1192).
También está documentado en 1211, en un documento del Hospital del Rey de Burgos, sobre cesión de unas sernas en Villahernando.
A mediados del siglo XIV (1352), en el Becerro de las Behetrías, se le llama Villa Ferrando y se dice que es behetría y son señores naturales los señores de Sandoval.

### Edad Moderna
En el censo de Floridablanca de 1787 aparece como lugar que formaba parte de la Cuadrilla de Olmos en el Partido de Villadiego, uno de los catorce que formaban la Intendencia de Burgos durante el periodo comprendido entre 1785 y 1833. Su jurisdicción era de señorío siendo su titular el Duque de Frías, quien nombraba al alcalde pedáneo.
En el Catastro de Ensenada, en julio de 1751, se indica, a respuesta de los vecinos que Villahernando es jurisdicción del Duque de Frías que nombra alcalde mayor en la villa de Villadiego. Dentro del término hay una porción que es comunero con Melgosa y con Hicedo. Hay una corta cantidad de tierras de regadío y el resto son de secano. Se cultivan trigo, cebada, lino y linaza, ajos, yeros, avena y yerba. Hay pequeños hortezuelos que no dan hortaliza suficiente para el abasto de las casas y que tienen algunos árboles frutales. No hay plantíos y solo algunos chopos, olmos y sauces en márgenes y orillas de heredades y de arroyos. Las tierras se miden en fanegas, medias fanegas y celemines. También se usan el carro como medida de tierra para los pastos. Hay ganado lanar, vacuno (bueyes de labor, vacas y novillos) y caballar (yeguas y asnos), un par de cabras, gallinas, así como 13 colmenas. Enumera los impuestos que se pagan (diezmos, primicias, martiniegas,...) y a quién. Posee un molino harinero del común, aprovechado por turnos que, por escasez de caudal del riachuelo, a lo más muele tres meses al año. Hay 21 vecinos, todos en el casco urbano. Hay 26 casas, incluidas la del concejo y la cural. Hay 3 encerraderos de ganado. Hay una taberna, cuatro arrieros, un sastre, siete jornaleros, un cura y el resto son labradores.
En 1857 se extingue el municipio de Villahernando y se incorpora al de Arenillas de Villadiego.
Madoz lo describe a mediados del siglo XIX como un lugar que forma ayuntamiento con Arenillas, Villalibado y Villaúte, en la provincia, audiencia territorial, capitanía general y diócesis de Burgos. Partido Judicial de Villadiego. Situado en un extremo de la llanura de Campos. Clima frío. Tiene 25 casas. Una iglesia parroquial (Santa María) servida por un cura párroco. Terreno de mediana calidad. Lo cruza un riachuelo. Los caminos son locales. Produce cereales y legumbres. Cría ganado lanar y vacuno. Población: 20 vecinos y 70 habitantes. Contribución: 4 253 reales con 25 maravedíes.

## Patrimonio arquitectónico

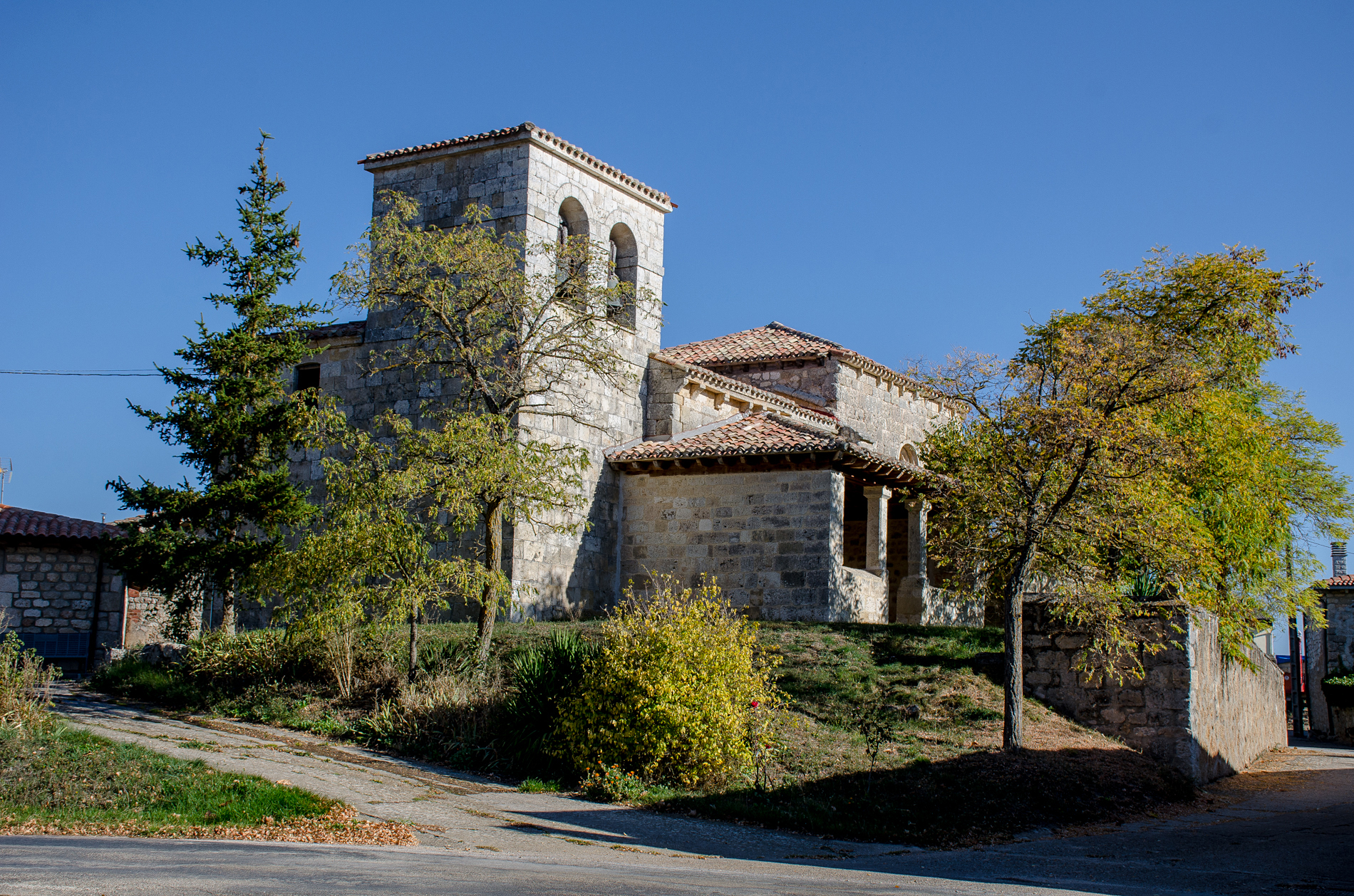
Iglesia de la Asunción de Nuestra Señora

Iglesia de la Asunción de Nuestra SeñoraUbicada en un alto y aislada del casco del pueblo. Gótica. En sillería de piedra caliza. De una nave. Conserva algunos vestigios románicos (parte de cornisa, canecillos, capiteles). Destaca el arco triunfal, con capiteles historiados y decorados. Pila bautismal románica, datada en 1188 por una inscripción que se repite tres veces. Cabecera cuadrada con contrafuertes (siglo XV). Pórtico del gótico primitivo (siglo XIV). Sacristía adosada (siglo XVIII). Torre (siglo XVIII). Atrio cercado con piedra.
Canecillos aquillados en el frente de coro, estilo que se generalizó en los frentes de los coros de las iglesias burgalesas a fines del siglo XV y principios del XVI.

## Ocio
Fiestas patronalesSan Antonio de Padua. Domingo más cercano al 13 de junio.
Coto de cazaCoto de caza de Villahernando, número BU-10.972